# Juan José Timón
Juan José Timón (ur. 18 listopada 1937 we Fray Bentos, zm. 13 lipca 2001 w Montevideo) – urugwajski kolarz torowy i szosowy, dwukrotny olimpijczyk.
Zdobył srebrny medal w 4000 m drużynowo na dochodzenie na Igrzyskach Panamerykańskich 1959, a cztery lata później srebro w tej samej dyscyplinie.

## Wyniki olimpijskie
| Igrzyska   | Konkurencja                             | Czas    | Wynik                 |
| ---------- | --------------------------------------- | ------- | --------------------- |
| Rzym 1960  | Wyścig indywidualny ze startu wspólnego | DNF     | DNF                   |
| Rzym 1960  | 4000 m drużynowo na dochodzenie         | 4:47.83 | 1. w biegu 10 rundy 1 |
| Tokio 1964 | 4000 m drużynowo na dochodzenie         | DNF     | DNF                   |